# 道格拉斯·诺斯
道格拉斯·塞西爾·诺斯（Douglass Cecil North，1920年11月5日—2015年11月23日），美國經濟學家，1993年诺贝尔经济奖得主。诺斯的主要贡献在于创立了包括产权理论、国家理论和意识形态理论在内的“制度变迁理论”，是美國新制度經濟學派的代表人物。

## 生平
- 1950年～1951年　　华盛顿大学执行助理教授
- 1951年～1956年　　西雅图华盛顿大学助理教授
- 1956年～1960年　　西雅图华盛顿大学副教授
- 1958年　　        斯坦福大学客座副教授
- 1960年～1983年　　西雅图华盛顿大学经济学教授
- 1981年～1982年　　剑桥大学庇特美国机构教授（Pitt Professor of American Institutions）
- 1983年～　　      圣路易斯华盛顿大学鲁斯法律与自由教授（Henry R．Luce Professor of Law and Liberty）及经济与历史教授